# Kugegania ageni
Kugegania ageni är en insektsart. Kugegania ageni ingår i släktet Kugegania och familjen långrörsbladlöss. Inga underarter finns listade i Catalogue of Life.